# Диан (село)
Диан (арм. Դիան) — село в Арагацотнской области Армении.

## География
Село расположено в западной части марза, на расстоянии 37 километров к западу-северо-западу (WNW) от города Аштарак, административного центра области. Абсолютная высота — 1700 метров над уровнем моря.
Климат
Климат характеризуется как умеренно холодный, влажный (Dfa в классификации климатов Кёппена).

## Население
По данным «Сборника сведений о Кавказе» за 1880 год в селе Диян Эчмиадзинского уезда по сведениям 1873 года было 32 двора и проживало 216 азербайджанцев (указаны как «татары»), которые были шиитами.
По данным Кавказского календаря на 1912 год, в селе Диан Эчмиадзинского уезда проживало 272 человека, в основном азербайджанца, указанных как «татары».
| Год переписи | Население          | Население          | Население          | Население            | Население            | Население            |
| Год переписи | Наличное население | Наличное население | Наличное население | Постоянное население | Постоянное население | Постоянное население |
| Год переписи | Всего              | Мужчины            | Женщины            | Всего                | Мужчины              | Женщины              |
| ------------ | ------------------ | ------------------ | ------------------ | -------------------- | -------------------- | -------------------- |
| 2001         | 111                | 48                 | 63                 | 151                  | 73                   | 78                   |
| 2011         | 102                | 48                 | 54                 | 105                  | 50                   | 55                   |